# Glasgow Air Force Base
Glasgow Air Force Base est une ancienne base aérienne de l'armée de l'air américaine (code IATA : GAFB • code OACI : KGSG) située dans le Montana, à proximité de la ville de Glasgow.

## Histoire
Depuis sa fermeture en 1976, l'installation est utilisée  comme aéroport privé, Glasgow Industrial Airport (en) (FAA LID: 07MT). L'ancienne base aérienne a aussi été utilisée comme site d'essai par Boeing pour des concepts d'aéronefs (Boeing Glasgow Flight Test Facility).